# 托雷利亚 (巴伦西亚省)
托雷利亚，是西班牙巴伦西亚自治区巴伦西亚省的一个市镇。总面积1平方公里，总人口153人（2001年），人口密度153人/平方公里。